# Maria Gustava Gahn-Hofgaard
Maria Gustava Gahn-Hofgaard. född 30 maj 1753 i Falun, död 27 juli 1839 i Drammen, var en svensk etsare och textilkonstnär.
Hon var dotter till brukspatronen på Voxna Hans Jacob Gahn och Anna Maria Schulz och gift från 1781 med amtmannen i Baskerud Anders Hofgaard. Hon var syster till Sofia Eleonora Gahn-Hallgren. 
Gahn-Hofgaard studerade omkring 1790 etsningsteknik för Jacob Gillberg. Bland hennes bevarade etsningar märks en landskapsbild med en väg och ett vattenfall. Carl Peter Westin omnämner henne i sin bok om Lärda Fruntimmer En Swensk Mademoiselle, broderar på silke, som till alla delar så liknar en gravur, at ingen som ser det icke misstager sig derpå, så fint och väl gjort är det. 